# Лжесельдевые
Лжесельдевые, или глубоководные сельди (лат. Bathyclupeidae), — семейство морских лучепёрых рыб отряда окунеобразных (Perciformes). Распространены в тропических областях Атлантического, Индийского и Тихого океанов. Морские придонно-пелагические рыбы. В состав семейства включают 2 рода и 10 видов.

## Описание
Тело удлинённое, сильно сжато с боков, покрыто крупной циклоидной чешуёй. Голова без чешуи, умеренного размера или большая, верхний профиль головы горизонтальный. Глаза большие, их диаметр превышает длину рыла. Рот большой, косой (у некоторых видов почти вертикальный). Мелкие зубы на челюстях и нёбе расположены узкими лентами, есть зубы на сошнике. Единственный спинной плавник с коротким основанием расположен в середине тела или ближе к хвостовой части. Анальный плавник длинный. Брюшные плавники расположены перед грудными плавниками. В отличие от сельдевых в плавниках есть колючие лучи. Окраска тела взрослых особей типична для пелагических рыб: верхняя часть тела тёмная, а нижняя — серебристая.

## Распространение
Распространены в тропических и субтропических областях западной и юго-восточной Атлантики и Индо-Тихоокеанской области до юга Японии и Вануату и Новой Зеландии. Обитают в верхней части батиали на глубине от 200 до 1000.

## Классификация
Ранее семейство рассматривалось как монотипическое с единственным родом Bathyclupea. В 2014 году выделен новый род Neobathyclupea, в который было переведено несколько видов из типового рода. Новый род отличается от типового окраской ротожаберной полости, некоторыми остеологическими признаками и числом лучей в плавниках.
- Bathyclupea Alcock, 1891 — Лжесельди  — 3 вида
- Neobathyclupea  Prokofiev, 2014[4]  — 7 видов